# Bollkalle

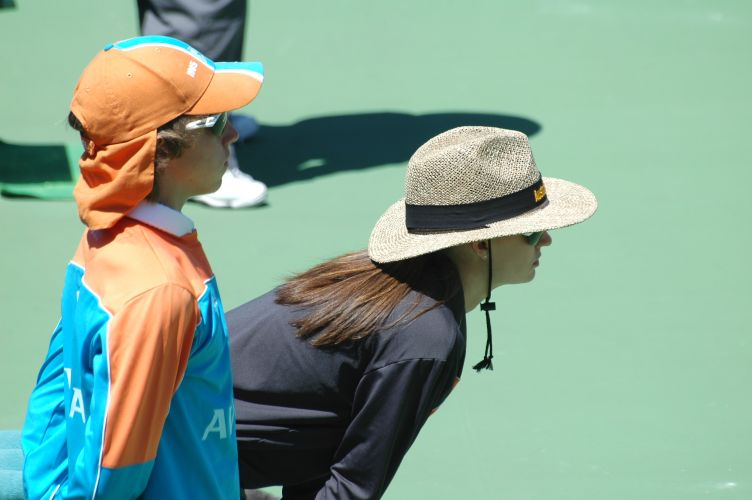
Bollkalle i tennis

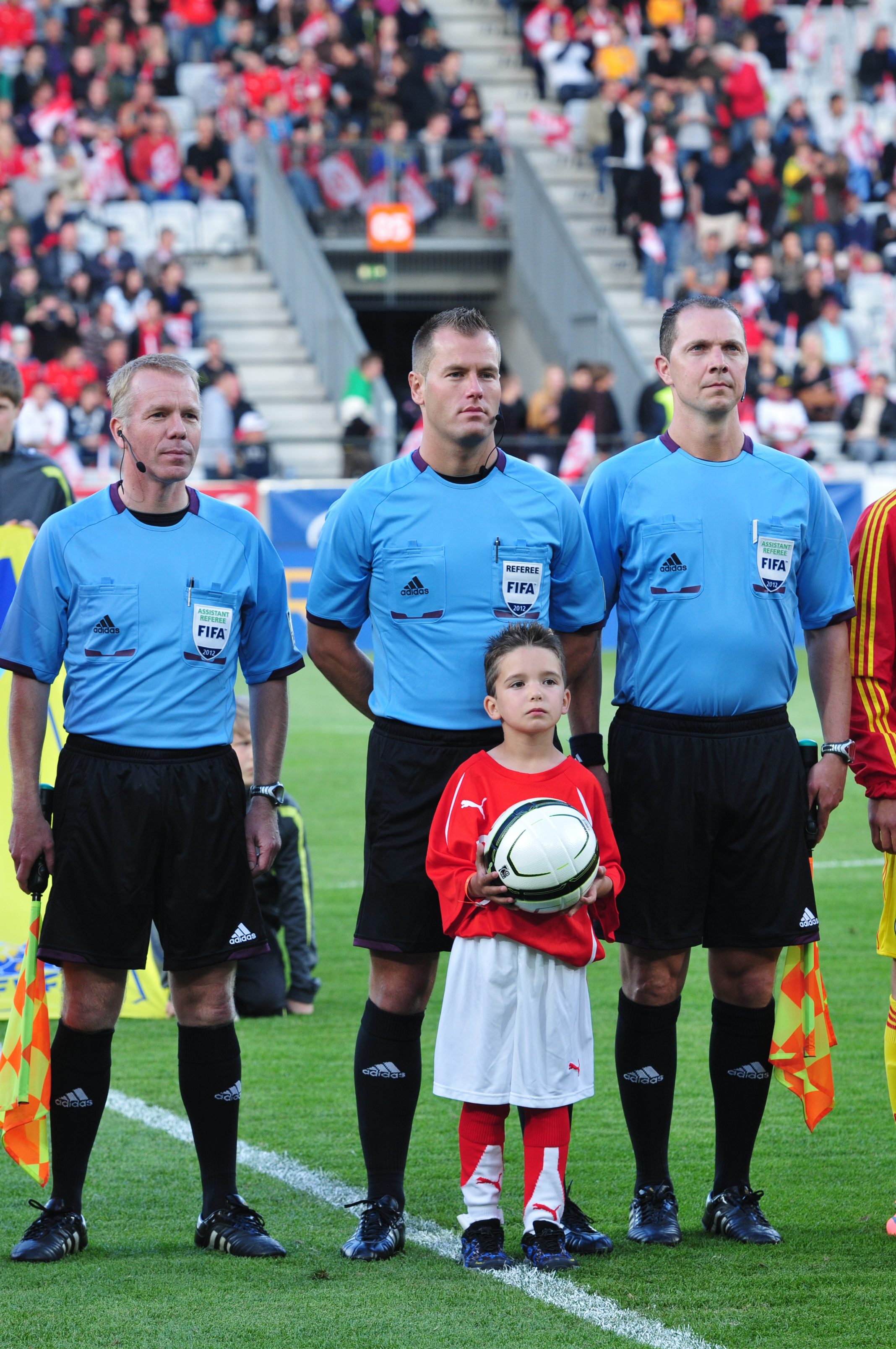
Bollkalle i fotboll

En bollkalle, bollisa, bollpojke, eller bollflicka, är en funktionär, oftast barn eller ungdom, som vid olika typer av sportevenemang hjälper till med att till exempel förse fotbollsspelare med fotbollar, kasta tennisbollar till tennisspelarna, och så vidare.
Bollkallen eller bollisan är vanligen en person, som har någon form av anknytning till hemmalaget, i vilken sporten som bollkallen/bollisan medverkar i utövas. Många bollkallar/bollisor har på sig klubbens matchutrustning. Arbetet kan innebära att det ställs olika krav, särskilt vid stora evenemang. Det brukar finnas en åldersgräns för att bli bollkalle eller bollisa. För att bli antagen kan det även krävas att man genomgår någon form av uttagning och en kort utbildning. Som tack för att bollkallen/bollisan hjälpt till under sportevenemanget, får denne oftast någon form av belöning, till exempel varmkorv, läsk, godis eller liknande.
Under Wimbledon 2009 skadades tennisspelaren Michael Llodra och tvingades bryta matchen mot Tommy Haas sedan han sprungit in i en bollflicka.